# Interactómica
La Interactómica es el estudio del conjunto de interacciones entre distintas biomoléculas en un entorno determinado, centrada especialmente en el estudio de interacciones entre proteínas.